# Profilo di carico
In ingegneria elettrica il profilo di carico, detto anche diagramma di carico, rappresenta l’andamento nel tempo dei consumi di una data utenza o aggregato di utenze ed è descritto dal grafico della potenza attiva assorbita in un determinato intervallo di tempo. Gli orizzonti temporali tipicamente analizzati, per motivi di ciclicità, sono il giorno, la settimana, il mese e l’anno. L'area sottesa dal diagramma di carico rappresenta l’energia totale assorbita nel periodo in esame, mentre l'ordinata massima indica la massima potenza attiva assorbita dal carico. Il profilo di carico può essere anche chiamato curva di permanenza del carico, concetto simile alla curva di carico laddove la stessa informazione sia presentata in forma diversa.

## Produzione di energia elettrica
Nel settore della produzione di energia elettrica, l'analisi del profilo di carico dell'intero sistema elettrico nazionale consente la programmazione delle unità di produzione di energia elettrica da immettere in rete.

## Distribuzione di energia elettrica
In una rete di distribuzione di energia elettrica, il profilo di carico di utilizzazione di energia elettrica è rilevante per l'efficienza e l'affidabilità della trasmissione stessa. Il trasformatore di potenza o le batterie di accumulatori ausiliari sono aspetti critici della distribuzione ed il loro dimensionamento e modellamento dipendono dal profilo di carico, in particolare dall'ordinata massima del profilo di carico che indica la massima potenza attiva assorbita dal carico. La specifica tecnica di costruzione dei trasformatori al fine della ottimizzazione perdite a carico versus perdite a vuoto dipende direttamente dalle caratteristiche del profilo di carico al quale è previsto che il trasformatore venga sottoposto. Questo include tali caratteristiche quali il fattore medio di carico, il fattore di utilizzazione ed il fattore di contemporaneità che possono tutti venire stimati sulla base di un dato profilo di carico. Un trasformatore ha tipicamente dei limiti di impiego ciclici che tengono conto delle variazioni nel profilo di carico. Questi limiti di impiego ciclici permettono che il trasformatore sia sovraccaricato nei momenti di picco a condizione che ci sia un periodo di raffreddamento sufficiente nel punto più basso del profilo di carico.

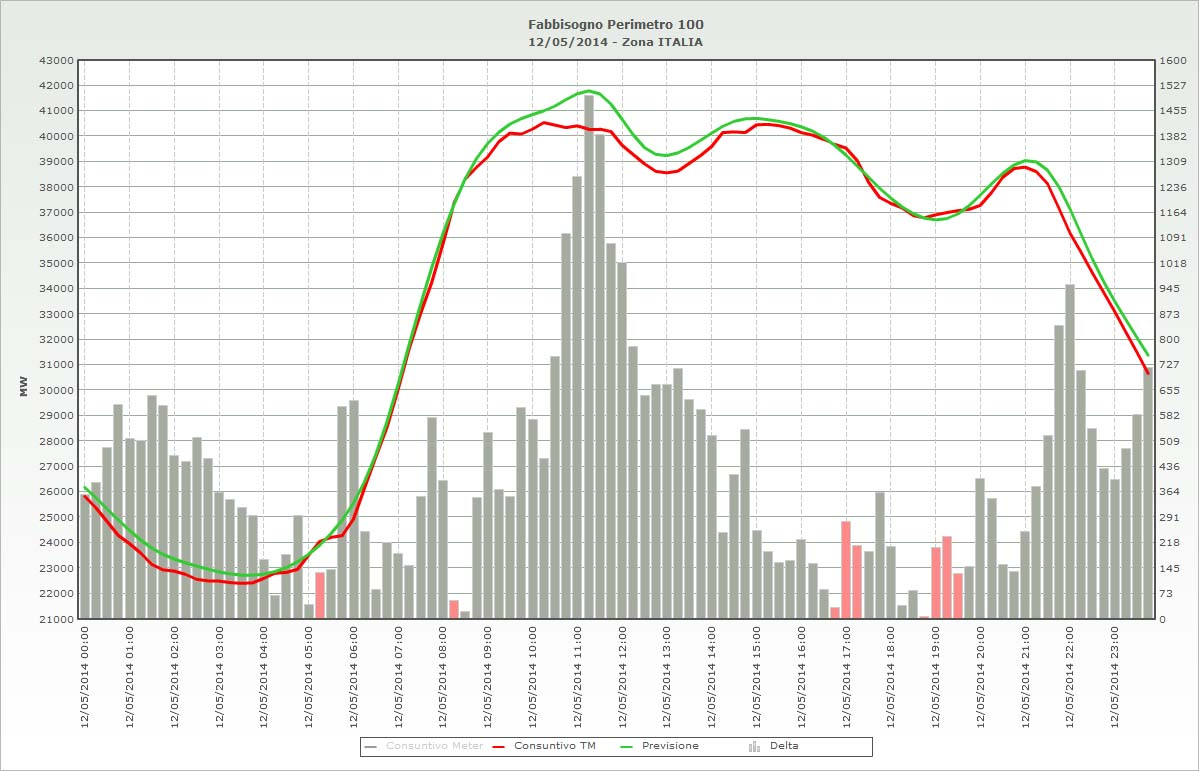
Il grafico rappresenta, con passo di 15’, la curva dei consumi totali in Italia registrato il 12 maggio 2014. In particolare la curva verde rappresenta la previsione del fabbisogno a livello nazionale che Terna ha effettuato durante le sessioni dei Mercati dei Servizi, la curva di colore rosso rappresenta il relativo consuntivo registrato. Le barre evidenziano lo scostamento registrato tra le due curve

## Vendita al dettaglio di energia
Nella vendita al dettaglio dell'energia le obbligazioni del fornitore sono decise su basi orarie o frazioni di ora. Per la maggior parte dei clienti il consumo è determinato a fronte di letture strumentali a scadenza mensile. I profili di carico sono usati per convertire i dati dei consumi mensili in stime di consumi orari o suborari per stabilire gli impegni del fornitore. Per ciascuna ora, queste stime relative a tutti gli utenti di un fornitore di energia sono aggregate, e l'ammontare aggregato è utilizzato nei calcoli di accomodamento della vendita al dettaglio come richiesta totale che deve essere soddisfatta dal fornitore.

## Determinazione di un profilo di carico
I profili di carico possono venire determinati con misurazioni dirette, ma nei dispositivi più piccoli come i trasformatori delle reti di distribuzione ciò non viene normalmente fatto. Invece un profilo di carico può essere desunto dalle fatturazioni degli utenti o altri dati. Un esempio di una pratica determinazione usata dai servizi pubblici e quello di usare la misurazione della richiesta massima di un trasformatore e prendere in considerazione il numero noto di ogni tipo di utente fornito da questo trasformatore. Questo procedimento è chiamato ricerca di carico.

## Registrazione dei profili di carico

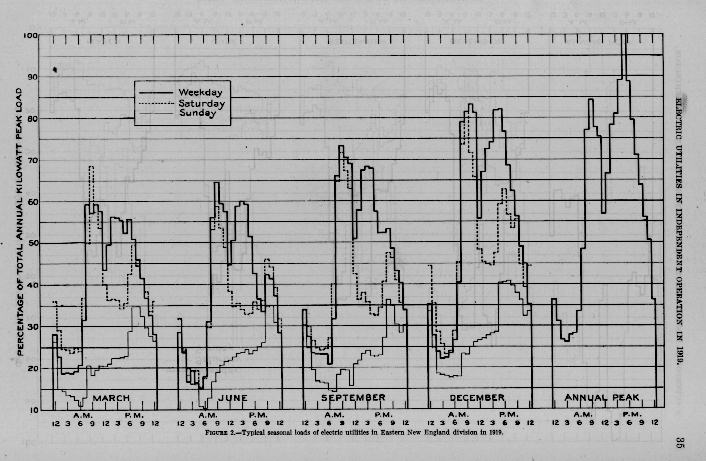
Curva di carico nei diversi giorni dell'anno e nelle diverse parti della settimana

La domanda effettiva può venire raccolta in posti strategici per consentire l'esecuzione di analisi più dettagliate dei carichi; ciò è proficuo sia per la distribuzione sia per gli utenti finali alla ricerca dei picchi di consumo. Reti di distribuzione e strumenti intelligenti, strumenti di misura e registrazione dati e registratori dati portatili sono progettati per perseguire questo compito registrando le letture ad intervalli programmati.